# Coelogyne barbata
Coelogyne barbata är en orkidéart som beskrevs av John Lindley och William Griffiths.
Coelogyne barbata ingår i släktet Coelogyne och familjen orkidéer. Inga underarter finns listade i Catalogue of Life.

## Bildgalleri

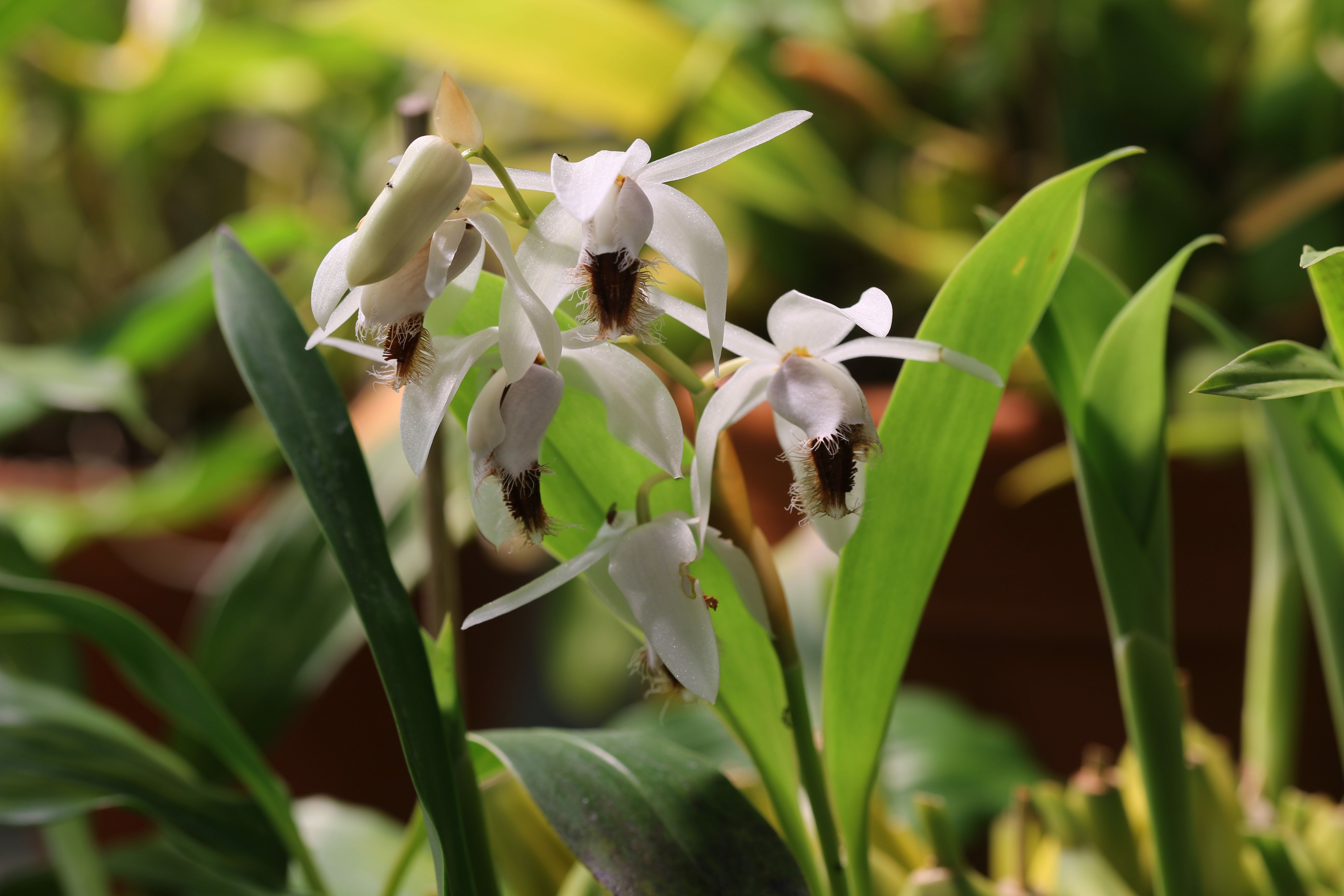